# Hebban olla vogala
Hebban olla vogala ist das Incipit eines bekannten Satzes in altniederländischer Sprache, der sich in einer um 1100 entstandenen Handschrift aus Kent erhalten hat und 1932 entdeckt wurde. Er stammt offenbar aus einem Liebesgedicht und wird oft als ältestes Zeugnis der niederländischen Literatur angesprochen, wiewohl diese schon früher entstand.

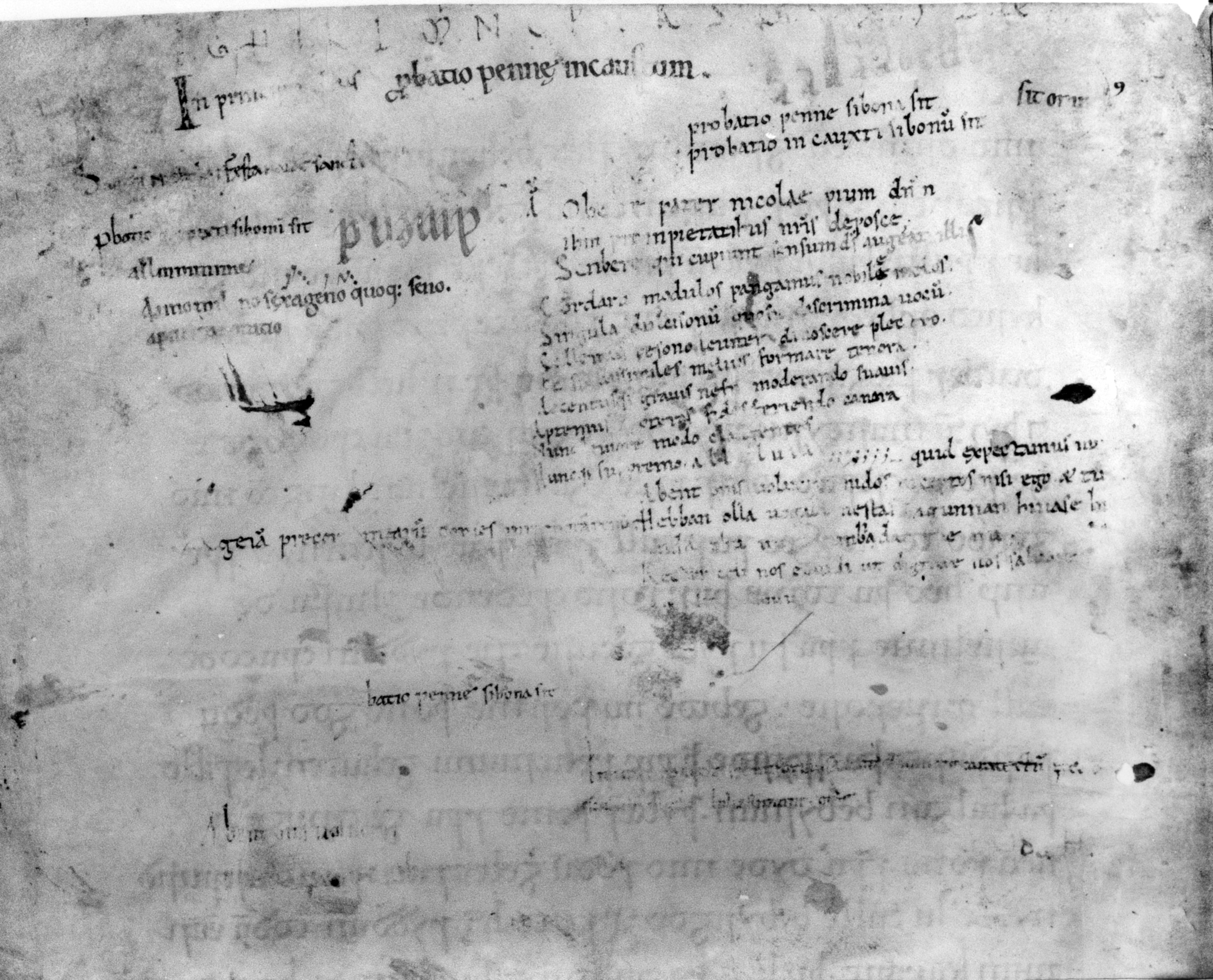
Vorsatzblatt der mittelalterlichen Handschrift MS Bodley 342. Der altniederländische Text Hebban olla uogala... befindet sich in der Mitte der rechten Bildhälfte.

## Inhalt

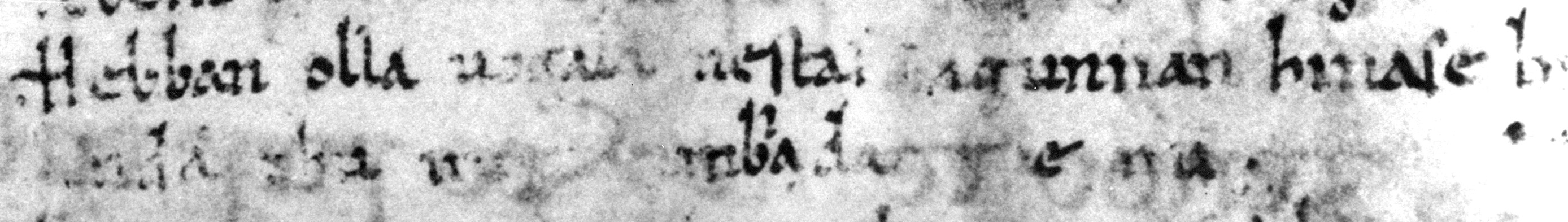
Hebban olla uogala nestas hagunnan hinase hic
enda thu uuat umbidan uue nu

Es handelt sich um eine vierzeilige Niederschrift, bestehend aus einem zweizeiligen Vers in altniederländischer Sprache (Zeile 3 und 4) und einem zweizeiligen Vers in lateinischer Sprache (Zeile 2 und 1), die sich inhaltlich entsprechen.
Der Text lautet der jüngsten umfassenden Untersuchung von Kenny Louwen (2009) zufolge:
quid expectamus nunc
Abent omnes uolucres nidos inceptos nisi ego et tu
Hebban olla uogala nestas hagunnan hinase hic
enda thu uuat umbidan uue nu
Der lateinische Satz fängt in Zeile 2 an, und zwar mit dem Wort Abent, und wird in Zeile 1 fortgesetzt.
Der Buchstabe u steht für v (uogala = vogala, uolucres = volucres), für u (thu, tu) und in der Verdoppelung für w (uuat = wat).
Die deutsche Übersetzung lautet Louwen zufolge:
‚Haben alle Vögel Nester begonnen, außer ich und du, was warten wir nun?‘ 
Die vorher lange Zeit maßgebliche Transkription des Corpus Gysseling (1980) gab folgende Lesart wieder:
quid expectamus nu(nc)
Abent omnes uolucres nidos inceptos nisi ego & tu
Hebban olla uogala nestas hagunnan hinase hi(c)
(e)nda thu uu(at) unbida(t) g(h)e nu
Die Schriftzeichen, die in dieser Fassung in Klammern stehen, sind nur schwer lesbar und wurden zum Teil abweichend rekonstruiert. So könnte z. B. statt hagunnan („begonnen“) auch bigunnan oder statt enda („und“) auch anda gelesen werden (beides ohne Änderung der Bedeutung). Allerdings war Maurits Gysselings Lesart unbidat ghe („wartet Ihr“) in der letzten Zeile von Anfang an umstritten. Die nach Gysseling anzunehmende Übersetzung der abschließenden Frage lautete demnach:
‚Was wartet Ihr nun?‘
Sehr viele Forscher bevorzugten dagegen die von Gysseling abweichende Lesart unbidan uue oder umbidan uue („warten wir“). Kenny Louwen verwirft Gysselings Lesart endgültig, da die Lesung des Anfangsbuchstabens als g (statt u) ein Fehler sei, der auf das Durchscheinen eines Strichs von der Rückseite des Blattes zurückgehe. Zudem lautet die Frage auch im lateinischen Paralleltext:
Was warten wir nun? (quid expectamus nunc)
Diese Bedeutung lässt sich nach der heute praktisch einhellig vertretenen Lesart (uue, nicht ghe in der letzten Zeile) auch aus dem altniederländischen Text herauslesen.
Der Löwener Altniederländisch-Experte Hubert Slings übersetzt sinngemäß:
Worauf warten wir noch? 

## Interpretation
Gewöhnlich betrachtet man den Satz als Vers aus einem Liebesgedicht (Heiratsantrag oder Ähnliches). Es gibt mehrere Hypothesen zur Bedeutung und zum Verhältnis des altniederländischen Textes zu den lateinischen Zeilen.

### Minnelied
Möglicherweise stammt der altniederländische Vers aus einem weltlichen Minnelied, das der Schreiber aus seiner Heimat kannte.
Dann wäre der altniederländische Satz primär und der lateinische Text wäre eine Übersetzung.

### Wortspiel
Möglicherweise ist das Verhältnis der verschiedensprachigen Texte komplexer und es handelt sich um ein mehrsprachiges Sprach- oder Wortspiel, bei dem Ausgangs- und Zielsprache nicht klar zu identifizieren sind:
- Jedes lateinische Wort entspricht einem altniederländischen Wort: abent (habent) – hebban = „sie haben“; omnes – olla = „alle“; uolucres – uogala = „Vögel“ usw.
- Dabei ist die Betonung der Wörter gleich: (h)ábent – hébban; ómnes – ólla, uólucres – uógala usw.
- Es gibt eine auffällige lautliche Ähnlichkeit zwischen den lateinischen Wörtern und ihren altniederländischen Entsprechungen. So sind zwischen dem lateinischen und dem dazugehörigen altniederländischen Wort mehrfach Assonanzen (Halbreime) zu beobachten, d. h. beide fangen mit dem gleichen oder einem ähnlichen Laut an.
- Die Gesamtzahl der betonten Silben ist gleich, und die Gesamtzahl der unbetonten Silben ist ebenfalls fast gleich.[7]

### Anspielung auf Bibelstelle
Nach Auffassung verschiedener Ausleger enthält der Text eine Anspielung auf einen Spruch aus dem Neuen Testament, nämlich Mt 8,20   par Lk 9,58 .
In einer modernen Übersetzung lautet der Spruch nach Mt 8,20:
Da sprach Jesus zu ihm: „Die Füchse haben Höhlen und die Vögel des Himmels Nester. Der Menschensohn aber hat nicht, wohin er sein Haupt legen kann.“
In der lateinischen Vulgata-Übersetzung, deren Text in mittelalterlichen Klöstern in Gebrauch und dem Schreiber sicherlich bekannt war, lautet der Spruch Jesu:
Vulpes foveas habent, et volucres cœli nidos: filius autem hominis non habet ubi caput reclinet.
Diese Bibelstelle hatte für die mönchische Berufung und für das Klosterleben eine große Bedeutung. Die Bedeutung des Gedichts könnte demnach sein, dass ein Eintrittskandidat seine baldige Aufnahme in die Mönchsgemeinschaft herbeisehnt. Wenn die Vermutung zutrifft, dass der Text auf diese Bibelstelle anspielt, könnte auch die lateinische Form ursprünglich und der altniederländische Vers eine Übersetzung sein.

### Weibliche Stimme
Peter Dronke und Frits van Oostrom haben aufgrund von Parallelen aus der zeitgenössischen altspanischen Chardscha-Volksdichtung die Hypothese vertreten, der Liedvers sei einer weiblichen Stimme zuzuordnen. Anders als in Presseberichten zum Teil kolportiert wurde, bedeutet das nicht, dass die Person, die den Vers in der Klosterschreibstube auf das Deckblatt der Handschrift notierte, eine Frau war, sondern dass der Sprachgebrauch des vom Schreiber zitierten Liedes einer weiblichen Rolle zugeordnet war.

## Manuskript
Der altniederländische und lateinische Text ist in dieser Zusammenstellung auf einer mittelalterlichen Handschrift (MS Bodley 342) überliefert, die sich heute in der Bodleian Library in Oxford befindet. Der Text wurde von dem aus Neuseeland stammenden Anglisten Kenneth Sisam entdeckt und zuerst im Jahre 1933 von dem niederländischen Germanisten Moritz Schönfeld wissenschaftlich beschrieben und eingeordnet.
Die Zeilen stehen auf dem Vorsatzblatt dieser Handschrift, gehören also nicht zu deren eigentlichem Inhalt.
Es soll sich, wie auf dem Blatt ausdrücklich vermerkt wird, um eine probatio pennae si bona sit handeln, also eine Federprobe, die ein Schreiber hinterlassen hat, um die Qualität seiner Schreibfeder zu testen.
Gysseling unterscheidet in seiner Untersuchung sechs verschiedene Hände (Schreiber), die Schriftproben auf dem Blatt hinterlassen haben und alle aus derselben Zeit stammen. Der größte Teil der auf dem Blatt befindlichen Einträge stammt Gysseling zufolge von derselben Hand, die auch den vogala-Vers aufgeschrieben hat.

## Datierung
Die genaue Entstehungszeit des kurzen Textes ist nicht bekannt.
Eine andere Hand hat in einer anderen Schreibprobe auf demselben Blatt das Jahr 1066 notiert (Anno millesimo sexageno quoque seno).
Allgemein wird allerdings angenommen, dass der Vers Hebban olla vogala erst nach 1087 aufgeschrieben wurde.
Nach paläographischen Erkenntnissen dürfte die Handschrift im ersten Viertel des 12. Jahrhunderts oder etwas früher entstanden sein.

## Lokalisierung
Die Niederschrift ist wahrscheinlich in der Abtei von Rochester in der englischen Grafschaft Kent entstanden.
Diese Abtei hatte in der angenommenen Entstehungszeit der Schrift intensive Kontakte zum Adel der Grafschaft Flandern.
Die Handschrift, die diesen altniederländischen Satz enthält, befand sich jedenfalls um 1100 im Besitz der Abtei Rochester.

## Sprache
Die Sprache des altniederländischen Satzes ist nach herkömmlicher Einordnung südwestliches Altniederländisch, stammt also nach früher herrschender Meinung aus dem Westen der Grafschaft Flandern oder dem flämischen Teil der Grafschaft Artois. Die von Moritz Schönfeld in seiner Erstveröffentlichung 1933 für diese sprachwissenschaftliche Zuordnung zusammengetragenen Argumente blieben wenigstens bis zu den jüngsten Debatten nach der Jahrtausendwende im Wesentlichen unangefochten und sind teils noch heute anerkannt.
- hebban (3. Person Plural, „haben“) entspricht altenglisch habbað, altfriesisch hebbath/habbath und altsächsisch hebbiad/habbiad, kann aber deutlich davon unterschieden werden
- olla („alle“) mit o statt a wird als Ergebnis einer für das südwestliche Niederländische charakteristischen Lautverschiebung interpretiert,
- die Pluralendung auf -s in nestas („Nester“) ist typisch für das südwestliche Niederländisch,
- hinase ist eine Zusammenziehung von hit na si („het en zij“, modern: „tenzij“ = „es sei denn“);[13] hit statt het („es“, „das“) wurde als westflämisches Merkmal interpretiert,[4]
- hic statt ic („ich“) und abent statt habent (lat. „sie haben“) zeigt, dass der Schreiber nicht genau wusste, wo ein h als Stummlaut ausgeschrieben wird und wo nicht; bei hic hat er irrtümlich ein h geschrieben, bei abent hat er es irrtümlich weggelassen; diese Unsicherheit beim h-Anlaut war Schönfeld zufolge typisch für südwestniederländische Mundarten.[7] Auch die ungewöhnliche Schreibung von hagunnan mit h schrieb Schönfeld dieser Lautungsunsicherheit zu.

Schon Schönfeld betrachtete die Worte (h)agunnan, hinase und (nach seiner Lesart) anda als ingwäonisches Gemeingut, also Wortformen, die in allen Küstendialekten des Altfriesischen, Altsächsischen oder Altfränkischen vorkommen können. Anhand des Wortes hebban, das im Altenglischen und Friesischen fehlt, identifizierte er den Text als Altniederländisch. Den eigentümlichen Plural nestas erkannte er im Mittelniederländischen wieder und fand ihn auch in den bis in seine Zeit gesprochenen westflämischen Dialekten bestätigt. Auch die epenthetische Vokalendung des Plurals vogala ließ sich in ähnlich lautenden Wörtern aus Altgenter Dialekten wiederfinden, während im Altenglischen der Plural fuglas geläufig wäre. Eine für das Westflämische sehr früh angenommene und vor 900 angesetzte Lautverschiebung von a zu o nahm er als Erklärung für das Wort olla an.
Obwohl es ältere Textzeugen des Altniederländischen gibt, namentlich den Wachtendonkschen Psalter (der allerdings aus einem östlichen Randgebiet stammt und nur in späteren Bearbeitungen erhalten ist) und den Leidener Willeram (der aber auf einer nur inkonsequent übersetzten althochdeutschen Vorlage basiert), bleibt die Federprobe Hebban olla vogala für viele Forscher der früheste „echte“ Vertreter des Altniederländischen (oder Altniederfränkischen).
Der belgische Linguist Luc De Grauwe von der Universität Gent behauptete 2004, der bekannte Satz sei kein Altniederländisch, sondern ein lokaler altenglischer Dialekt (aus Kent). Er löste damit eine rege Diskussion aus, konnte sich aber mit seiner Maximalposition nicht durchsetzen. Die Debatte, die teils mit polemischen Wortmeldungen geführt wurde (so stellte Van Oostrom die ironische Frage, ob das Lied in „Hebban olla birds“ umbenannt werden müsste), hielt bis in die jüngste Zeit an. Mittlerweile wird von vielen Vertretern die vermittelnde Lösung akzeptiert, wonach der Text zwar mit einiger Sicherheit von einem flämischen Schreiber stammen dürfte (auch die Schriftform ist eindeutig kontinental), sprachlich aber den für mobile Segmente der mittelalterlichen Gesellschaft typischen hybriden Charakter einer Mischsprache trägt. In seinem für diese Interpretation wegweisenden Aufsatz aus 2009 gelangt Kenny Louwen zu dem Ergebnis, der berühmteste Satz des Niederländischen sei zweisprachig und enthalte drei altenglische Wörter (nestas, hagunnan, hinase), vier sprachneutrale Formen (hic, thu, uue, nu), die sowohl altenglisch als auch altniederländisch sein können, und sechs eindeutig altniederländische Wörter (hebban, olla, vogala, enda, uuat, umbidan).
Auch die Altanglizistik weist im Zusammenhang mit diesem Fragment darauf hin, dass auch fünf Jahrhunderte nach der sprachlichen Trennung immer noch eine sehr große Ähnlichkeit und zum Teil Austauschbarkeit des Altenglischen mit der zum kontinentalen Westgermanisch gehörenden niederfränkischen/altniederländischen Sprache bestand. Desgleichen wird die für die sprachliche Entwicklung des Englischen große Bedeutung der zahlreichen flämischen Einwanderer (Soldaten, Mönche, Kaufleute) betont, die besonders in der Zeit während und nach der Eroberung der Insel durch Wilhelm den Eroberer (1066) nach England kamen, also genau in dem Zeitraum, als auch diese Niederschrift in Kent entstand.